# اندیس سنگ چینی گوهرکوه
سنگ چینی گوهرکوه یک اندیس مصالح ساختمانی است که در حوالی شهر نوک آباد استان سیستان و بلوچستان قرار دارد و مادهٔ معدنی موجود در آن، سنگ چینی است.سنگ میزبان این اندیس مرمر است و دیرینگی آن به دوران پالئوسن می‌رسد.